# Andrzej Nebeski

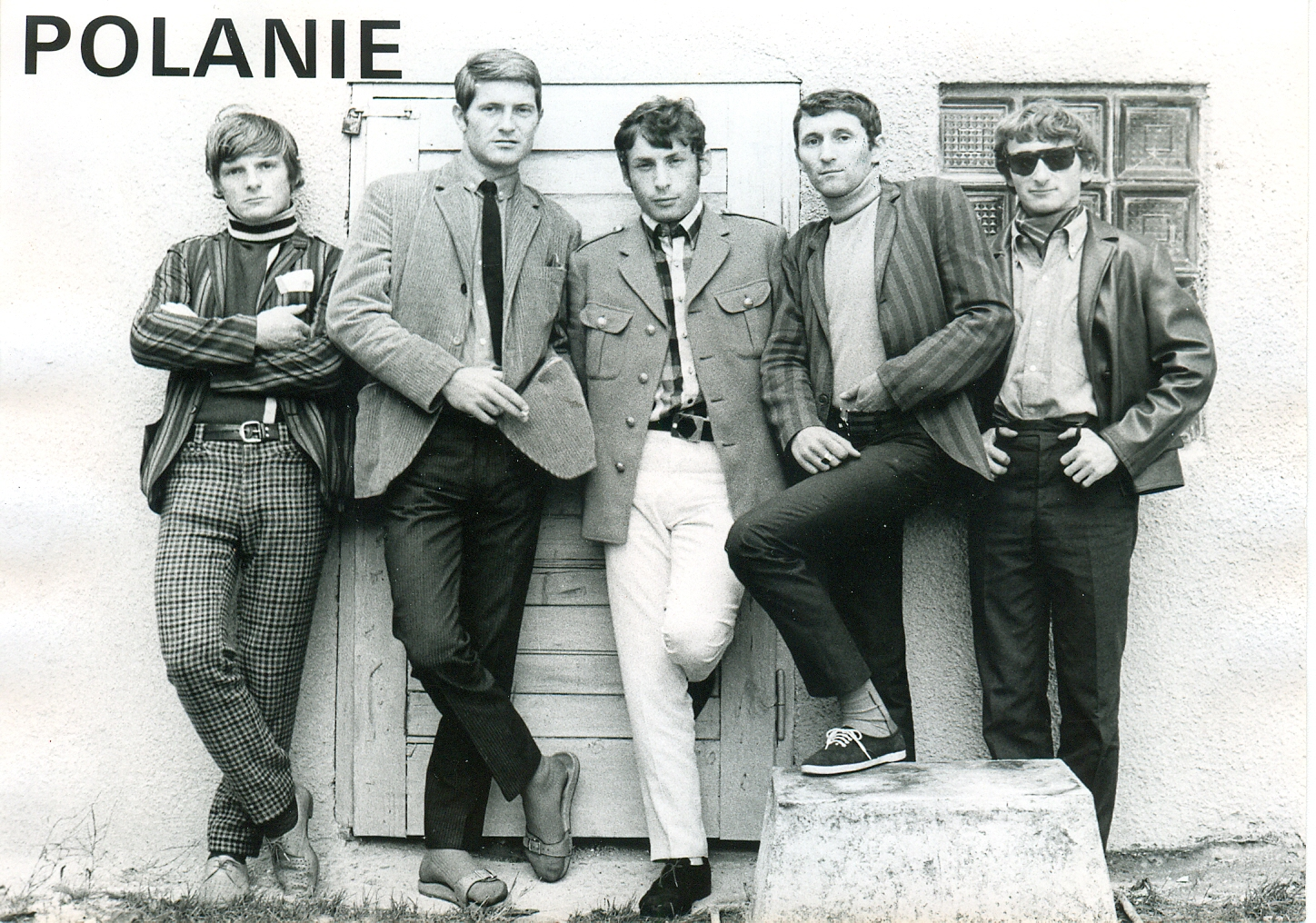
Andrzej Nebeski drugi od prawej

Andrzej Nebeski (ur. 27 marca 1939 w Przemyślu) – polski perkusista i pianista. Członek zespołów Niebiesko-Czarni i Polanie. Lider i założyciel grupy muzycznej ABC, współzałożyciel zespołu Old Stars.

## Życiorys
Gry na perkusji uczył się w Średniej Szkole Muzycznej w Łodzi oraz jako elew szkoły wojskowej. Debiutował w szkolnych zespołach muzycznych. Grał w Orkiestrze Reprezentacyjnej Wojska Polskiego. Z jazzowymi zespołami Włodzimierza Gulgowskiego i Zbigniewa Bizonia występował w klubie studenckim „Pod Siódemkami” w Łodzi. Lata 1963–1965 spędził w zespole Niebiesko-Czarni, następnie grał w zespole Polanie (1965–1968). W latach 1969–1973 prowadził założony przez siebie zespół ABC, w którym występowali m.in. Wojciech Skowroński, Halina Frąckowiak, Hubert Szymczyński oraz Andrzej Mikołajczak. Grupa wylansowała takie przeboje, jak: „Moje ABC” (Wojciech Skowroński – śpiew), „Napisz proszę” i „Za mną nie oglądaj się” (Halina Frąckowiak – śpiew), „Przeminęło z wiatrem” (Wojciech Gąssowski – śpiew), czy „Asfaltowe łąki” (Grzegorz Szczepaniak – śpiew). W następnych latach Nebeski współpracował z wieloma zespołami estradowymi, z którymi koncertował w krajach Europy Zachodniej i w ośrodkach polonijnych USA i Kanady.
Perkusista zarejestrował wiele archiwalnych nagrań dla Polskiego Radia, ma także na koncie nagrania płytowe i muzykę do filmów Polowanie na muchy (z zespołem ABC) i Stawka większa niż życie (jako instrumentalista). W 1976 roku muzyk wyjechał z Polski. Początkowo mieszkał w Austrii, a od 1981 roku w Szwecji, gdzie grał ze szwedzkimi zespołami, m.in. Dixieland Society i Parade Street Band oraz z polskimi muzykami mieszkającymi w Szwecji. W latach 1986–1987 brał udział we wspomnieniowych koncertach „Old Rock Meeting”. W 1992 roku w poznańskiej Arenie odbył się koncert pamięci Ady Rusowicz – Niebiesko-Czarni Adzie, w którym Nebeski również wziął udział.
Od wiosny 2009 roku Andrzej Nebeski gra i występuje z zespołem „Korda-Nebeski Band”, w którego skład wchodzą: Wojciech Korda, Andrzej Mikołajczak, Tomasz Dziubiński i Leszek Muth (dawniej Poznańscy Trubadurzy, My, Drumlersi, Romuald i Roman).

## Piosenki
- „Napisz proszę” (muzyka Andrzej Mikołajczak, słowa Andrzej Jastrzębiec-Kozłowski)